# Alexander Haliday

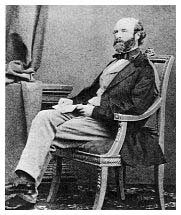
Alexander Haliday

Alexander Henry Haliday (auch bekannt als Enrico Alessandro Haliday oder Alexis Heinrich Haliday; * 21. November 1806 in Holywood, County Down; † Juli 1870 in Lucca) war ein irischer Entomologe.
Zusammen mit Friedrich Hermann Loew (1807–1879) gehörte Haliday zu den führenden Diptera-Spezialisten des 19. Jahrhunderts.

## Werke
- Monographia Chalciditum (zusammen mit Francis Walker), 1839.